# Ginástica artística nos Jogos Olímpicos de Verão de 2004 - Argolas
A final masculina das argolas da ginástica artística nos Jogos Olímpicos de Verão de 2004 foi realizada no Olympic Indoor Hall de Atenas, em 22 de agosto.

## Medalhistas
| Ouro   | GRE Dimosthenis Tampakos |
| Prata  | BUL Jordan Jovtchev      |
| Bronze | ITA Yuri Chechi          |

## Atletas classificados
- GRE Dimosthenis Tampakos
- BUL Jordan Jovtchev
- ITA Matteo Morandi
- ITA Yuri Chechi
- FRA Pierre Yves Bény
- JPN Hiroyuki Tomita
- RUS Alexander Safoshkin
- SUI Andreas Schweizer

## Resultados
| Pos.              | Ginasta                  | Nota A | Pen. | Total |
| ----------------- | ------------------------ | ------ | ---- | ----- |
| Medalha de ouro   | GRE Dimosthenis Tampakos | 10.00  |      | 9.862 |
| Medalha de prata  | BUL Jordan Jovtchev      | 10.00  |      | 9.850 |
| Medalha de bronze | ITA Yuri Chechi          | 10.00  |      | 9.812 |
| 4                 | JPN Hiroyuki Tomita      | 10.00  |      | 9.800 |
| 5                 | ITA Matteo Morandi       | 10.00  |      | 9.800 |
| 5                 | FRA Pierre Yves Beny     | 10.00  |      | 9.800 |
| 7                 | RUS Alexander Safoshkin  | 10.00  |      | 9.750 |
| 8                 | SUI Andreas Schweizer    | 10.00  |      | 9.737 |